# Llista de monuments de Vallbona d'Anoia
Llista de monuments de Vallbona d'Anoia inclosos en l'Inventari del Patrimoni Arquitectònic Català per al municipi de Vallbona d'Anoia (Anoia). Inclou els inscrits en el Registre de Béns Culturals d'Interès Nacional (BCIN) amb la classificació de monuments històrics, els Béns Culturals d'Interès Local (BCIL) de caràcter immoble i la resta de béns arquitectònics integrants del patrimoni cultural català.
| Monument                                    | Protecció | Estil/època                  | Localització                                                | Coordenades                                          | Codi?     | Imatge |
| ------------------------------------------- | --------- | ---------------------------- | ----------------------------------------------------------- | ---------------------------------------------------- | --------- | --- |
| Fàbrica                                     |           | Modernisme XX                | Vallbona d'Anoia C. Catalunya (enderrocat)                  |                                                      | IPA-6076  | Carregueu una nova foto d'aquest monument |
| Església parroquial de Sant Bartomeu        |           | Obra popular XX              | Vallbona d'Anoia Pl. de l'Església, 1                       | 41° 31′ 08″ N, 1° 42′ 28″ E / 41.518858°N,1.707722°E | IPA-6077  | Església parroquial de Sant Bartomeu (Vallbona d'Anoia) · Vegeu més fotos d'aquest monument · Carregueu una nova foto d'aquest monument        |
| Detall de l'antic forn del vidre de Cal Flo |           | XVII                         | Vallbona d'Anoia Façana de Can Flo                          |                                                      | IPA-6078  | Detall de l'antic forn del vidre de Cal Flo (Vallbona d'Anoia) · Vegeu més fotos d'aquest monument · Carregueu una nova foto d'aquest monument |
| Casa de la Vila                             |           | Noucentisme XX Inici         | Vallbona d'Anoia C. Major                                   | 41° 31′ 12″ N, 1° 42′ 34″ E / 41.519941°N,1.709505°E | IPA-6079  | Carregueu una nova foto d'aquest monument |
| Cal Sabaté                                  |           | Obra popular XV-XVI          | Vallbona d'Anoia C. Major, 2                                | 41° 31′ 05″ N, 1° 42′ 18″ E / 41.518154°N,1.705106°E | IPA-6080  | Cal Sabaté (Vallbona d'Anoia) · Vegeu més fotos d'aquest monument · Carregueu una nova foto d'aquest monument                                  |
| Cal Raspall, antic Can Mora                 |           | Obra popular XVI             | Vallbona d'Anoia C. Major, 9                                | 41° 31′ 06″ N, 1° 42′ 19″ E / 41.518431°N,1.70538°E  | IPA-6081  | Cal Raspall (Vallbona d'Anoia) · Vegeu més fotos d'aquest monument · Carregueu una nova foto d'aquest monument                                 |
| Cal Vallès                                  |           | Obra popular XIII-XX         | Vallbona d'Anoia C. Major, 17                               | 41° 31′ 07″ N, 1° 42′ 21″ E / 41.518625°N,1.705699°E | IPA-6082  | Cal Vallès (Vallbona d'Anoia) · Vegeu més fotos d'aquest monument · Carregueu una nova foto d'aquest monument                                  |
| Cal Pons                                    |           | Gòtic, obra popular XIV      | Vallbona d'Anoia C. Major, 55                               | 41° 31′ 08″ N, 1° 42′ 26″ E / 41.518913°N,1.707129°E | IPA-6083  | Cal Pons (Vallbona d'Anoia) · Vegeu més fotos d'aquest monument · Carregueu una nova foto d'aquest monument                                    |
| Cal Miquelet                                |           | Modernisme XX                | Vallbona d'Anoia C. Major, 58-59                            | 41° 31′ 08″ N, 1° 42′ 27″ E / 41.518951°N,1.707376°E | IPA-6084  | Cal Miquelet (Vallbona d'Anoia) · Vegeu més fotos d'aquest monument · Carregueu una nova foto d'aquest monument                                |
| Villa Maria Massagué                        |           | Eclecticisme XIX Final       | Vallbona d'Anoia Ctra. d'Igualada                           |                                                      | IPA-6085  | Carregueu una nova foto d'aquest monument |
| Cal Simó                                    |           | Noucentisme XX Inici         | Vallbona d'Anoia C. Nou, 14                                 | 41° 31′ 09″ N, 1° 42′ 32″ E / 41.519302°N,1.70898°E  | IPA-6086  | Cal Simó (Vallbona d'Anoia) · Modifica el valor a Wikidata · Carregueu una nova foto d'aquest monument                                         |
| Casa Creus                                  |           | Noucentisme XX Inici         | Vallbona d'Anoia Ctra. d'Igualada                           | 41° 31′ 11″ N, 1° 42′ 29″ E / 41.519704°N,1.707977°E | IPA-6087  | Casa Creus (Vallbona d'Anoia) · Modifica el valor a Wikidata · Carregueu una nova foto d'aquest monument                                       |
| Estació ferrocarrils                        |           | Modernisme XIX Final         | Vallbona d'Anoia                                            | 41° 31′ 13″ N, 1° 42′ 32″ E / 41.520178°N,1.708974°E | IPA-6088  | Estació ferrocarrils (Vallbona d'Anoia) · Vegeu més fotos d'aquest monument · Carregueu una nova foto d'aquest monument                        |
| Ca l'Alerd                                  |           | Obra popular XIII-XVI, XX    | Vallbona d'Anoia Esquerra del riu Anoia                     | 41° 30′ 46″ N, 1° 41′ 52″ E / 41.512910°N,1.697812°E | IPA-6089  | Carregueu una nova foto d'aquest monument |
| Can Carrión                                 |           | Modernisme XIX Final         | Vallbona d'Anoia Peu de carretera a Capellades              | 41° 31′ 13″ N, 1° 42′ 26″ E / 41.52021°N,1.70730°E   | IPA-6090  | Can Carrión (Vallbona d'Anoia) · Modifica el valor a Wikidata · Carregueu una nova foto d'aquest monument                                      |
| Façana al carrer Major, 67                  |           | XIV                          | Vallbona d'Anoia C. Major, 67                               | 41° 31′ 09″ N, 1° 42′ 28″ E / 41.519029°N,1.707698°E | IPA-6683  | Façana al carrer Major, 67 (Vallbona d'Anoia) · Modifica el valor a Wikidata · Carregueu una nova foto d'aquest monument                       |
| Capelleta                                   |           | Barroc XVII-XVIII            | Vallbona d'Anoia C. Major, façana de casa davant de Cal Flo |                                                      | IPA-6684  | Capelleta (Vallbona d'Anoia) · Vegeu més fotos d'aquest monument · Carregueu una nova foto d'aquest monument                                   |
| Torre Sant Joan                             |           | Obra popular, noucentisme XX | Vallbona d'Anoia C. Major, 64                               | 41° 31′ 09″ N, 1° 42′ 29″ E / 41.519041°N,1.708017°E | IPA-6685  | Torre Sant Joan (Vallbona d'Anoia) · Vegeu més fotos d'aquest monument · Carregueu una nova foto d'aquest monument                             |
| Casa al carrer Nou, 29                      |           | Noucentisme XX Inici         | Vallbona d'Anoia C. Nou, 29                                 | 41° 31′ 09″ N, 1° 42′ 32″ E / 41.51917°N,1.708993°E  | IPA-6686  | Casa al carrer Nou, 29 (Vallbona d'Anoia) · Vegeu més fotos d'aquest monument · Carregueu una nova foto d'aquest monument                      |
| Cal Pitxaró                                 |           | Obra popular XVI             | Vallbona d'Anoia C. del Raval                               | 41° 31′ 09″ N, 1° 42′ 22″ E / 41.51906°N,1.70600°E   | IPA-6687  | Carregueu una nova foto d'aquest monument |
| Casa al carrer Major, 77                    |           | Obra popular XVII            | Vallbona d'Anoia C. Major, 77                               | 41° 31′ 09″ N, 1° 42′ 29″ E / 41.519198°N,1.7081°E   | IPA-6688  | Casa al carrer Major, 77 (Vallbona d'Anoia) · Vegeu més fotos d'aquest monument · Carregueu una nova foto d'aquest monument                    |
| Safareig                                    |           | Obra popular XIX-XX          | Vallbona d'Anoia                                            | 41° 31′ 10″ N, 1° 42′ 30″ E / 41.51947°N,1.70821°E   | IPA-42186 | Safareig (Vallbona d'Anoia) · Modifica el valor a Wikidata · Carregueu una nova foto d'aquest monument                                         |